# Harrie Jansen
Harrie Jansen (Amsterdam, 25 januari 1947) is een voormalig Nederlands wielrenner en sportverslaggever.

## Biografie
Harrie is de middelste van drie fietsende broers. De oudste Jan Jansen, niet te verwarren met Jan Janssen en de jongste broer, André Jansen, waren beiden eveneens getalenteerde wielrenners. Jan en Harrie deden in 1968 mee aan de Olympische Spelen in Mexico-Stad. Harrie Jansen eindigde in de wegwedstrijd op de 24e plaats. Hij was beroepsrenner van 1969 tot 1973.
Na zijn wielercarrière was Jansen jarenlang wielerverslaggever bij NOS-Langs de Lijn. Hij stond voor de onmogelijke opgave de verongelukte Theo Koomen te doen vergeten, maar met zijn kennis van zaken en enthousiasme werd hij toch een bekend reporter. Een van de hoogtepunten van zijn radiowerk was het commentaar (met overslaande stem) bij de wereldtitel van Joop Zoetemelk in 1985. Daarna werd Jansen PR-man bij PDM en later bij de ploegen van Jan Raas.

## Palmares amateurs
- 1967: 1e in Ronde van Zuid-Holland
- 1967: 1e in Ster van Zwolle
- 1968: 1e in Ronde van Noord-Holland
- 1968: 1e proloog Olympia's Tour

## Palmares profs
- 1969: 1e in Ronde van Noord-Holland
- 1969: 1e in Keulen (Köln)
- 1969: 1e in Nurbrecht
- 1970: 1e in Tom Simpson Memorial
- 1971: 1e in Obbicht
- 1972: 1e in Köln - Schuld - Frechen

## Resultaten in voornaamste wedstrijden
| Jaar | Ronde van Vlaanderen | Amstel Gold Race | Rund um den Henninger-Turm |
| ---- | -------------------- | ---------------- | -------------------------- |
| 1970 | 33e                  | 37e              | 10e                        |
| 1971 |                      | 24e              | 21e                        |
| 1973 |                      |                  | 14e                        |

## Links
- (en)  Profiel van Harrie Jansen op ProCyclingStats
- (en)  Profiel van Harrie Jansen op Firstcycling.com
- (en)  Profiel van Harrie Jansen op olympedia.org
- Profiel van Harrie Jansen op De wielersite

Wielerploegen van Harrie Jansen
Abrahamian ·
Aimar ·
Bellone · 
Billard ·
Brouwer (tot 15/04) ·
Catieau · 
Dewaele ·
Jensen (tot 31/03) ·
Graczyk ·
B. Guyot · 
C. Guyot ·
Heintz ·
Hendrickx ·
Hoban ·
Jansen ·
Lapébie ·
Mintkiewicz · 
Ravaleu ·
Rébillard ·
Ricci ·

Riotte ·
Teirlinck ·
Theillière ·
Van de Gehuchte ·
Van Impe ·
Wilhelm
Aimar ·
Bellone · 
Bernard ·
Catieau · 
Demeyer ·
Guyot · 
Hézard ·
Hoban ·
Jansen ·
Lapébie ·
Mintkiewicz · 
Molineris ·
Rébillard ·
Ricci ·
Riotte ·
Sanquer ·
Teirlinck ·
Van de Gehuchte ·
Van Impe ·
Van Ryckeghem
- Nationale Bibliotheek van Israël: 987007367093605171